# Bishop's Stortford
Bishop's Stortford è una città di mercato del Regno Unito che si trova nella contea inglese dell'Hertfordshire
Si trova a ovest dell'autostrada M11 sul confine con l'Essex ed è la località più popolosa in prossimità dell'aeroporto di Londra-Stansted con circa 35000 abitanti.
Bishop's Stortford si trova a 47 km a nord est di Charing Cross e a 56 km dalla stazione di Liverpool Street dove termina il collegamento ferroviario tra Cambridge e Londra.

## Storia
Nulla di storicamente importante è noto sull'area di Bishop's Stortford fino a quando diventa un piccolo insediamento sulla strada romana di Stane Street, tra Braughing e Colchester. La piccola città fu abbandonata nel V secolo, dopo la caduta dell'Impero romano d'Occidente.
In epoca post-romana, sul sito si sviluppò un nuovo insediamento anglo-sassone. A quel tempo, l'insediamento era conosciuto come Esterteferd, probabilmente perché a possedere o controllare il vicino fiume attorno al quale si sviluppava l'insediamento era la famiglia Estere. Nel corso del tempo, questo nome mutò in Stortford. Nel 1060, Guglielmo il Normanno, vescovo di Londra, acquisto' il maniero di Stortford e pertanto la città venne conosciuta come Bishop's Stortford (Stortford del vescovo).
Partendo da una popolazione di circa 120 abitanti, lo sviluppo della cittadina aumentò grazie alla presenza del fiume e alla costruzione di strade. I Normanni vi costruirono un castello, ma questo era già in rovina nel periodo dei Tudor. Per invogliare gli agricoltori a vendere i loro prodotti, fu creato un mercato settimanale.
Rimane ben poco della chiesa normanna di St Michael, completamente ricostruita agli inizi del Quattrocento, cui seguirono alterazioni e restauri in entrambi i secoli XVII e XIX. Sia il campanile sia la guglia che domina la città e la campagna circostante sono stati costruiti nel 1812.
Nonostante focolai della peste nel XVI secolo e XVII secolo, la città ha continuato a crescere.
Dal 1769, il fiume Stort fu reso navigabile, e nella città' fu creato un punto di attracco tra le città di Cambridge e Londra.
Dal 1801, Bishop's Stortford divenne una città mercato nota per lo scambio di grano e per l'industria, la cui principale era quella del malto. Nel 1842 fu inaugurata la ferroviaria, mentre nel 1895, in piena epoca vittoriana, vi fu aperto un ospedale.
Durante tutta la seconda metà del XX secolo, Bishop's Stortford ha visto un'ulteriore crescita dal momento che è diventata una città particolarmente adatta ai pendolari. L'autostrada M11, la vicinanza dell'Aeroposrto di Londra Stansted, e i collegamenti ferroviari tra Londra e Cambridge hanno contribuito alla crescita della città con una popolazione di circa 35.000, a partire dal censimento nazionale del 2001, ma si prevede che la crescita futura aumenti a 45.000 abitanti.
Bishop's Stortford ha sei quartieri periferici: Thorley, Thorley Park, Havers, Bishop's Park, St Michael Mead e Hockerill.

## Curiosità
Insolitamente, il fiume Stort prende il nome dalla città, e non la città dal fiume. Fino al XVII secolo non esisteva alcun nome ufficiale per il fiume.

## Sport
Bishop Stortford ha molte strutture sportive, tra cui la piscina e palestra Grange Paddocks, e vari campionati hanno sede in città. Impianti sportivi consistono nel Bishop's Stortford Rugby Club, il club di hockey, il tennis club, il club dello squash, il club di nuoto e il Golf Club.
Il Bishop Stortford Cricket Club gioca le partite casalinghe presso il Lane Cricket Field, che è anche il campo del Hertfordshire County Cricket Club.
Il Cricket Field Lane è condiviso dal Bishop Stortford Hockey Club (BSHC) e dal Bishop Stortford Cricket Club.
Bishop Stortford vanta anche due squadre di calcio: Bishop's Stortford Football Club, che gioca nel Conference South, e il Bishop's Stortford Swift, che milita nell'Essex Olympian Football League.
Nel quartiere di Thorley, c'è anche un club di cricket: Thorley CC.

## Amministrazione

### Gemellaggi
- Villiers-sur-Marne
- Friedberg (Hessen)